# Делауеър (окръг, Охайо)
Вижте пояснителната страница за други населени места с името Делауеър.
Окръг Делауеър (на английски: Delaware County) е окръг в щата Охайо, Съединени американски щати. Площта му е 1181 km², а населението - 110 106 души (2000). Административен център е град Делауеър.